# Anton Szandor LaVey
Anton Szandor LaVey (nacido Howard Stanton Levey; Chicago, Illinois, 11 de abril de 1930-San Francisco, California, 29 de octubre de 1997) fue un escritor, músico y ocultista estadounidense.Fundó la Iglesia de Satán. Escribió varios libros, entre ellos la Biblia satánica, The Satanic Witch, The Devil's Notebook y Satan Speaks!. Fundó el satanismo, un sistema sintetizado de su comprensión de la naturaleza humana y las ideas de los filósofos que abogaban por el materialismo y el individualismo, por el que no se reivindica ninguna inspiración sobrenatural o teísta.

## Biografía
Anton Lavey nació en Chicago, Illinois, hijo de Gertrude Augusta Levey y de Michael Joseph Levey un pastor protestante, de antepasados georgianos y, según decía, gitanos y rumanos. El verdadero nombre de Anton LaVey era Howard Stanton Levey, y más tarde se llamó Anton Szandor LaVey. Cuando aún estaba en el instituto comenzaron a surgir en él las bases de sus ideales satánicos.

## La Iglesia de Satán
La Iglesia de Satán fue fundada el 30 de abril de 1966 por Anton LaVey, es la primera organización en la historia que abiertamente está dedicada a la profesión de lo que sus adeptos dicen es la verdadera naturaleza del hombre: que es una bestia carnal, que vive en un cosmos, el cual está permeado y motivado por las fuerzas oscuras a las cuales llaman Satán. Este grupo afirma que a través del transcurso del tiempo, el hombre ha llamado a esta fuerza por diferentes nombres, y ha sido rechazada por aquellos que su propia naturaleza les incita a separarse de la fuente de la existencia.

## Grabaciones
- «The Satanic Mass», LP (Murgenstrumm Records, 1968; CD remasterizado con una pista extra, «Hymn of the Satanic Empire, or The Battle Hymn of the Apocalypse», (Amarillo Records, 1994); Mephisto Media, 2001)
- «Answer Me/Honolulu Baby», 7" sencillo (Amarillo Records, 1993)
- «Strange Music», 10" EP (Amarillo Records, 1994; en la actualidad en Reptilian Records)
- Satan Takes A Holiday, CD (Amarillo Records, 1995; en la actualidad en Reptilian Record